# 국민성 (극작가)
국민성은 대한민국의 극작가이다. 2006년 동국대학교 예술대학원 공연예술학과를 졸업했다.
창작 희곡으로는 ＜인형의 歌＞(2012, 경기문화영상위원회 창작 희곡 공모 최우수 당선작), ＜여자만세＞(2013, 한국희곡작가협회 희곡상), ＜6.29가 보낸, 예고부고장＞(2015), ＜국군의 작별식＞(2017, 대한민국연극제 서울예선 희곡상), ＜여자만세2(부제 : 마지막 하숙생)＞(2018), ＜룸메이트＞(2019) 외 ＜쟈베르&쟈베르＞, ＜소녀 시대＞, ＜조르바 ‘빠’들의 불편한 동거＞, ＜무궁화 꽃이 피었습니다＞, ＜장마전선 이상없다＞, ＜잃어버린 세월＞, ＜정조의 꿈＞ 등 다수가 있다.
뮤지컬, 악극 대본 창작도 활발히 하고 있다.